# Jaraguá do Sul
Jaraguá do Sul é um município brasileiro do estado de  Santa Catarina. Localiza-se a uma latitude 26º29'09" sul e a uma longitude 49º04'01" oeste, estando a uma altitude de 30 metros. Possui uma área de 532,59 km², estando a 182 km da capital do estado, Florianópolis. Segundo as estatísticas do IBGE de 2024, contava com 195.753 habitantes, a nona maior população do estado de Santa Catarina. Em 1º de novembro de 2024, recebeu o título de Capital Nacional dos Atiradores.

## História
Em 1864 a Princesa Isabel, filha do imperador Pedro II, casou-se com o Gastão de Orléans, Conde d'Eu. Como parte do dote constavam as terras que vieram a formar o município de Jaraguá do Sul.

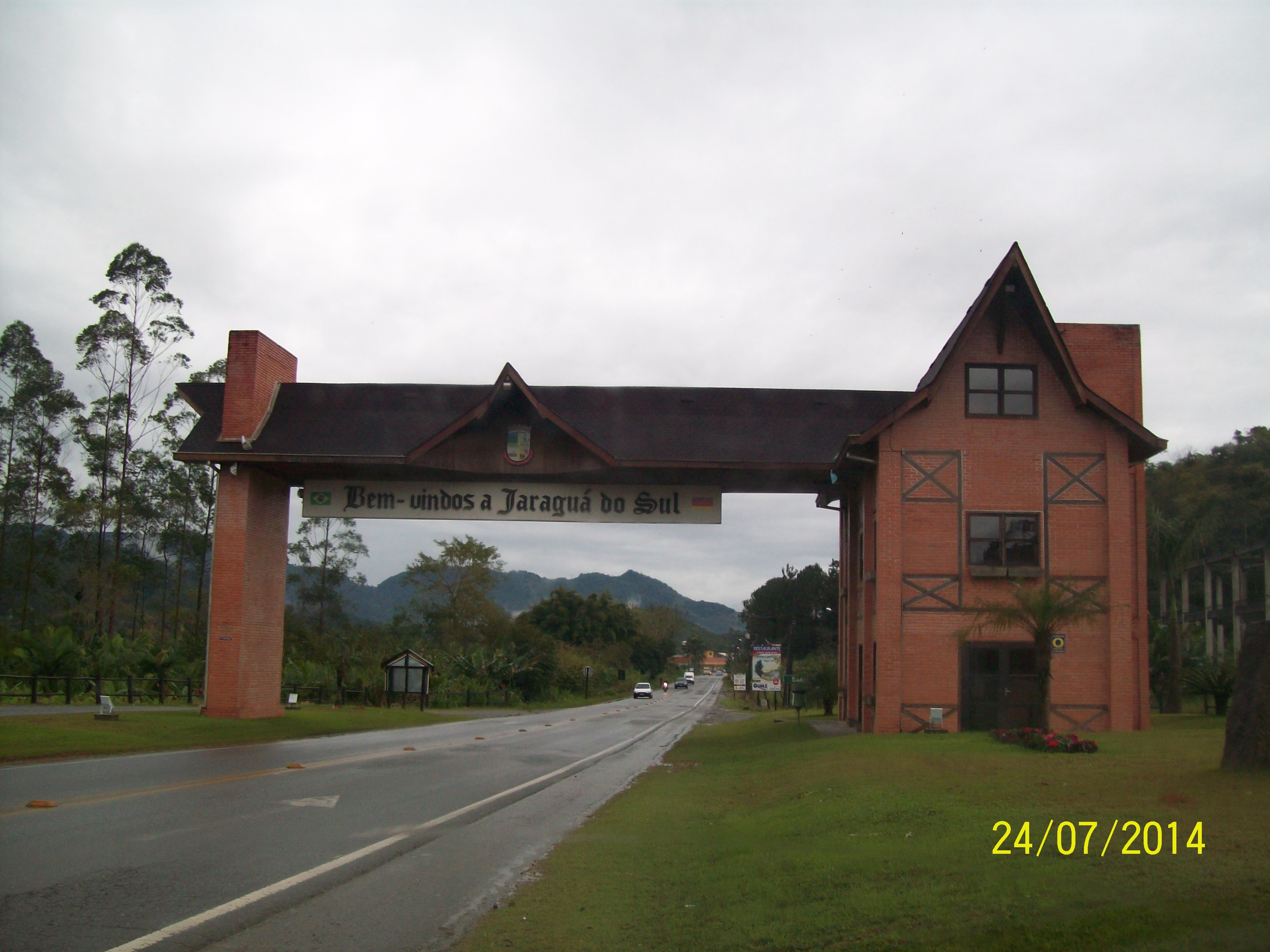
Portal SC-110 (Fritz Bartel)

O engenheiro e coronel honorário do Exército Brasileiro Emílio Carlos Jourdan, amigo do conde d'Eu e da princesa Bernarda, ficou encarregado da demarcação das terras em 1875, que se localizavam entre a margem direita do rio Itapocu e a esquerda do rio Jaraguá indo, ao Norte, até o rio Negro. No início eram 12 léguas quadradas (209.6km²), sendo aumentadas posteriormente para 25 léguas quadradas (436.7km²).
Durante o processo da demarcação, Jourdan contratou ferreiros, marceneiros, carpinteiros, pedreiros e lavradores, a maioria vindo do nordeste, para a construção do engenho e a plantação da lavoura de cana-de-açúcar.
Em 1879, O engenheiro Krohne saiu de São Bento do Sul para explorar a região, abrindo picada pelo rio Itapocu até Jaraguá. Já os colonizadores Otto Hillbrecht e sua família chegaram em 1897, cursando o rio Itapocu em canoas, seguidos por outros, no mesmo ano.
Com a República, as terras dotais voltaram a ser patrimônio da União, e em 1893 para a jurisdição dos Estados. As terras devolutas na região, à margem direita do Rio Jaraguá, passaram a ser colonizadas pelo Estado a partir de 1891, na região de Garibaldi e Alto Garibaldi com imigrantes húngaros, e nas regiões de Rio da Luz e Rio Cerro com colonizadores alemães, e neste último também com imigrantes italianos.
Durante sua história, Jaraguá pertenceu a São Francisco do Sul, Paraty (atual Araquari) e a Joinville. Somente no século passado, pelo Decreto nº 565 de 26 de março de 1934, Jaraguá foi desmembrado de Joinville, tornando-se município. Por ocasião da emancipação, o novo município denominou-se simplesmente Jaraguá, sendo seu nome alterado para Jaraguá do Sul em 31 de dezembro de 1943, pelo Decreto-Lei Estadual nº 941, por haver outro município mais antigo com o mesmo nome, localizado no estado de Goiás.
O topônimo Jaraguá é de origem tupi-guarani e significa "Senhor do Vale". É como os índios chamavam o Morro Boa Vista, um dos mais imponentes na cidade.
Para Calixto D. Borges, um dos canoeiros de Jourdan, as máquinas para o engenho Jaraguá chegaram no dia 15 de abril de 1876. Sendo esta data contestada e na impossibilidade de precisar a do real estabelecimento de Emílio Carlos Jourdan na localidade, decidiu-se por 25 de Julho de 1876 como a data de fundação de Jaraguá do Sul, dia em que também são homenageados o imigrante, o colono e o motorista.

## Economia
Jaraguá do Sul é a sétima maior economia de Santa Catarina, atrás de Joinville, Itajaí, Florianópolis, Blumenau, Chapecó e São José, sendo o terceiro núcleo industrial do estado e sede de algumas das maiores empresas do Brasil nos setores metal-mecânico e de confecções. É conhecida como "Capital Nacional da Malha". Destacam-se também empresas do ramo de tecnologia e prestação de serviços.

### Indústria
Sendo colonizada pelas etnias húngara, polonesa, Italiana e alemã que anualmente faz a Schützenfest (Festa dos Atiradores) - , Jaraguá foi a cidade que mais cresceu economicamente nos últimos 3 anos em Santa Catarina.
Dentre as indústrias sediadas em Jaraguá do Sul podem-se citar a WEG, no ramo de estruturas metálicas, a empresa Metalúrgica TS, no setor de confecções Marisol, Malwee, Nanete, Kamylus, Elian, Lecimar (Malharia), Metalúrgica Menegotti, CSM (Equipamento pra construção), Duas Rodas, Chocoleite, Arroz Urbano e Bretzke (Alimentos), Argi, HC Hornburg, Riegel (Carroçarias Rodoviárias), Trapp (Equipamentos para jardinagem), Sol Paragliders, Bold (Acrílicos), Estofados Jardim, Bell'Arte, Feeling (Estofados), Orbhes (colchões), Tritec, Fortiplás (Plásticos), Wolf (Borrachas), Marcatto (Chapéus), Eletrogasmaq (peças pra linha branca), Indumak, Raumak (Tecnologia), Zanotti (Elásticos), Metalnox (Tecnologias e soluções inovadoras para a indústria têxtil e de Foto Produtos). Fato curioso que todas essas indústrias são de origem familiar, e que com o tempo se tornaram grandes complexos industriais.

## Geografia
Situado na latitude 26° 29’ 10’’ sul e na longitude 49° 04’ 00’’ oeste, o município faz divisa com Campo Alegre, São Bento do Sul ao norte; Blumenau, Massaranduba, Pomerode e Rio dos Cedros ao sul; Guaramirim,  Joinville e Schroeder ao leste e com Corupá ao oeste. O rio Itapocu é o principal rio, atravessando toda cidade, e tendo como principais afluentes os rios Jaraguá e Itapocuzinho.

### Clima
O clima da cidade é considerado subtropical, com temperatura média anual ao redor de 21 °C. No verão as temperaturas frequentemente ultrapassam os 35 °C. O inverno é relativamente frio para os padrões brasileiros, com uma média das temperaturas mínimas ao redor de 12 °C nos meses de junho e julho. Geadas ocorrem praticamente em todos os invernos, mas não necessariamente em todos os bairros: Chico de Paulo, Barra do Rio Cerro, Rio Cerro I, Rio Cerro II, Rio da Luz, Garibaldi, Nereu Ramos, Santa Luzia, Três Rios, Jaraguá 84 e Jaraguá 99 registram geadas em, praticamente, todos os invernos. Vila Nova, Rio Molha, Czerniewicz, Amizade, Chico de Paulo e os demais bairros com uma certa frequência. Centro, Nova Brasília, Vila Lenzi, São Luiz, Tifa Martins, Centenário, raramente registram geadas. Temperaturas negativas são raras, a última registrada foi de -0,9 °C em 24 de julho de 2013, já a temperatura mais baixa ocorreu em 19 de julho de 1975, quando os termômetros ficaram abaixo de -2 °C. O mês mais chuvoso é janeiro, com média de 246 mm, e o menos chuvoso é agosto, com média de 93 mm. A pluviosidade média anual é de 1836 mm.

## Demografia

### Religião

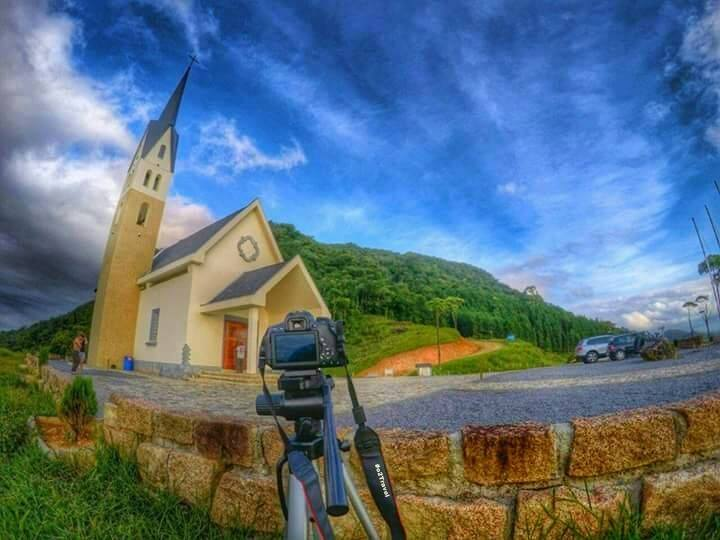
Igreja em Jaraguá do Sul.

Segundo o Censo Demográfico de 2022, mais de 70% da população de Jaraguá do Sul era católica, com a Igreja Matriz São Sebastião como um dos locais religiosos mais antigos da cidade, e pela presença de Aloísio Sebastião Boeing, que foi sacerdote no município.
Em 2016, a Igreja Católica tinha cerca de 20 comunidades ligadas a aproximadamente 7 paróquias, totalizando cerca de 100.321 fiéis. A população evangélica somava cerca de 36.746 pessoas, com aproximadamente 80 igrejas pentecostais e neopentecostais. A Igreja Luterana contava com cerca de 40 comunidades, abrangendo aproximadamente 30 mil luteranos. A Umbanda estava representada por cerca de 28 terreiros, e um total aproximado de 600 participantes. A população espírita era representada por 3 centros e cerca de 782 praticantes, enquanto o Budismo possuía uma sede comunitária com aproximadamente 40 famílias no município.

## Meio ambiente

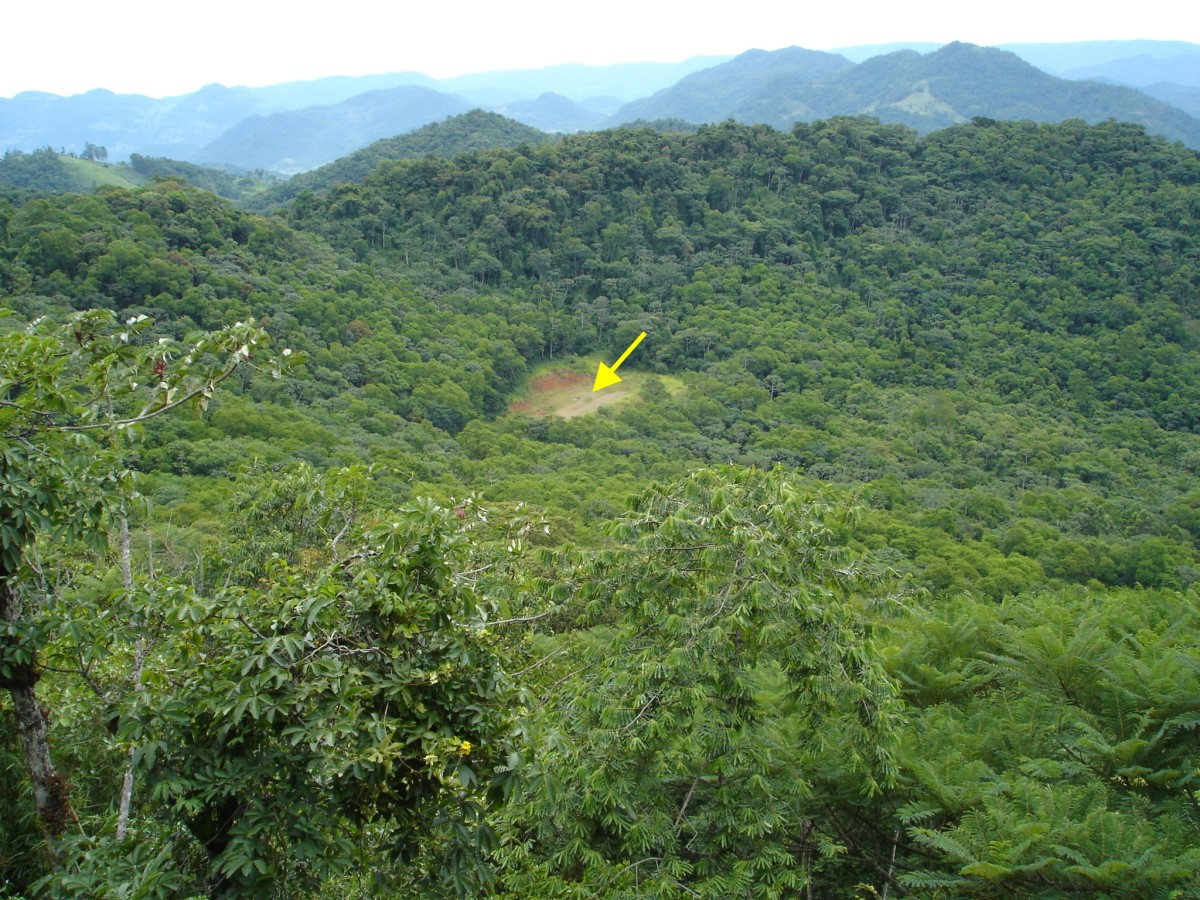
Área preservada da Serra do Mar onde fica o Centro Interpretativo da Mata Atlântica (CIMA). A seta indica o local das instalações para atender as escolas.

No município está localizada a sede do Instituto Rã-bugio para Conservação da Biodiversidade, uma organização não governamental dedicada à educação ambiental. O instituto criou o Centro Interpretativo da Mata Atlântica (CIMA), um espaço voltado para a educação sobre a biodiversidade e a conservação ambiental.
O CIMA foi implantado em uma área preservada de 40,6 hectares de Mata Atlântica no bairro Barra do Rio Cerro, que conta com uma trilha interpretativa de 1.150 metros de extensão. O centro é utilizado para atividades de educação ambiental para as escolas de Jaraguá do Sul e região, funcionando como uma sala de aula ao ar livre. O Plano Diretor do Município prevê a transformação desta área preservada em Unidade de Conservação da Natureza, na categoria de Parque Natural, com proteção integral.
No CIMA, os estudantes aprendem sobre a biodiversidade local e os serviços ambientais da Mata Atlântica, como a conservação dos recursos hídricos (rios e nascentes) e o armazenamento de carbono, que, se liberado devido ao desmatamento, agravaria o aquecimento global. Além disso, ONGs como a Associação pela Defesa Ambiental de Jaraguá do Sul (ADEAJS) se dedicam à defesa do meio ambiente.

## Infraestrutura

### Transportes

#### Aéreo
Jaraguá do Sul conta com um aeródromo municipal (ICAO: SIH4), utilizado para operações de voos particulares e empresariais. Para voos comerciais, os moradores utilizam o Aeroporto de Joinville, a cerca de 50 km, e o Aeroporto Internacional de Navegantes.

#### Urbano
O Terminal Urbano de Jaraguá do Sul (antiga Rodoviária) está localizado na Avenida Getúlio Vargas, no Centro da cidade, possuindo um sistema de transporte municipal não integrado e atualmente operado pela Viação Canarinho.

#### Rodoviário
Possui um Terminal Rodoviário, localizado no bairro Vila Baependi, em operação desde 1992, que atualmente recebe cerca de 600 pessoas por dia. No prédio, funcionam o Instituto de Meio Ambiente de Santa Catarina (IMA), a Junta Militar do município, a Associação dos Vereadores do Vale do Itapocu, o Instituto Rã Bugio, e o Centro de Valorização da Vida (CVV). Entre as empresas que operam no terminal estão: Auto Viação Catarinense, Reunidas S.A. Transportes Coletivos, Empresa União de Transportes, Viação Nossa Senhora dos Navegantes, Empresa União Cascavel de Transporte e Turismo Ltda. – Eucatur, Viação Itapemirim S.A., Brasil Sul Linhas Rodoviárias, Expresso São Bento, Auto Viação Venâncio Aires (Viasul), Empresa de Ônibus Nossa Senhora da Penha, e Viação Canarinho.
O município é acessado através das seguintes rodovias:
- BR-280 – Acessa outras regiões de Santa Catarina e o estado vizinho do Paraná.
- SC-110 – Acessa os municípios vizinhos de Pomerode e São Bento do Sul.

- SC-108 – Acessa as cidades de Joinville e Blumenau.

#### Ferroviário
A ferrovia de Jaraguá do Sul chegou ao então distrito de Joinville em 1907, inicialmente voltada para o transporte de passageiros. Em 1909, é concluída a construção da estação ferroviária local, integrando o distrito ao ramal que conectava São Francisco do Sul e Joinville. Em 1944, o serviço de passageiros passou a operar no trajeto entre Corupá e São Francisco do Sul, sendo descontinuado em 1991, quando a ferrovia passou a ser usada exclusivamente para o transporte de cargas. No ano de 1998, a estação ferroviária e o armazém de cargas foram tombados pelo município, passando a fazer parte do Centro Histórico da cidade. Atualmente o transporte de passageiros opera em caráter turístico, por meio da Associação Brasileira de Preservação Ferroviária (ABPF).

## Cultura e esporte

### Casa Friedel
Casa Friedel é uma edificação histórica construída com a técnica germânica do enxaimel, que consiste em paredes montadas com hastes de madeira encaixadas entre si.

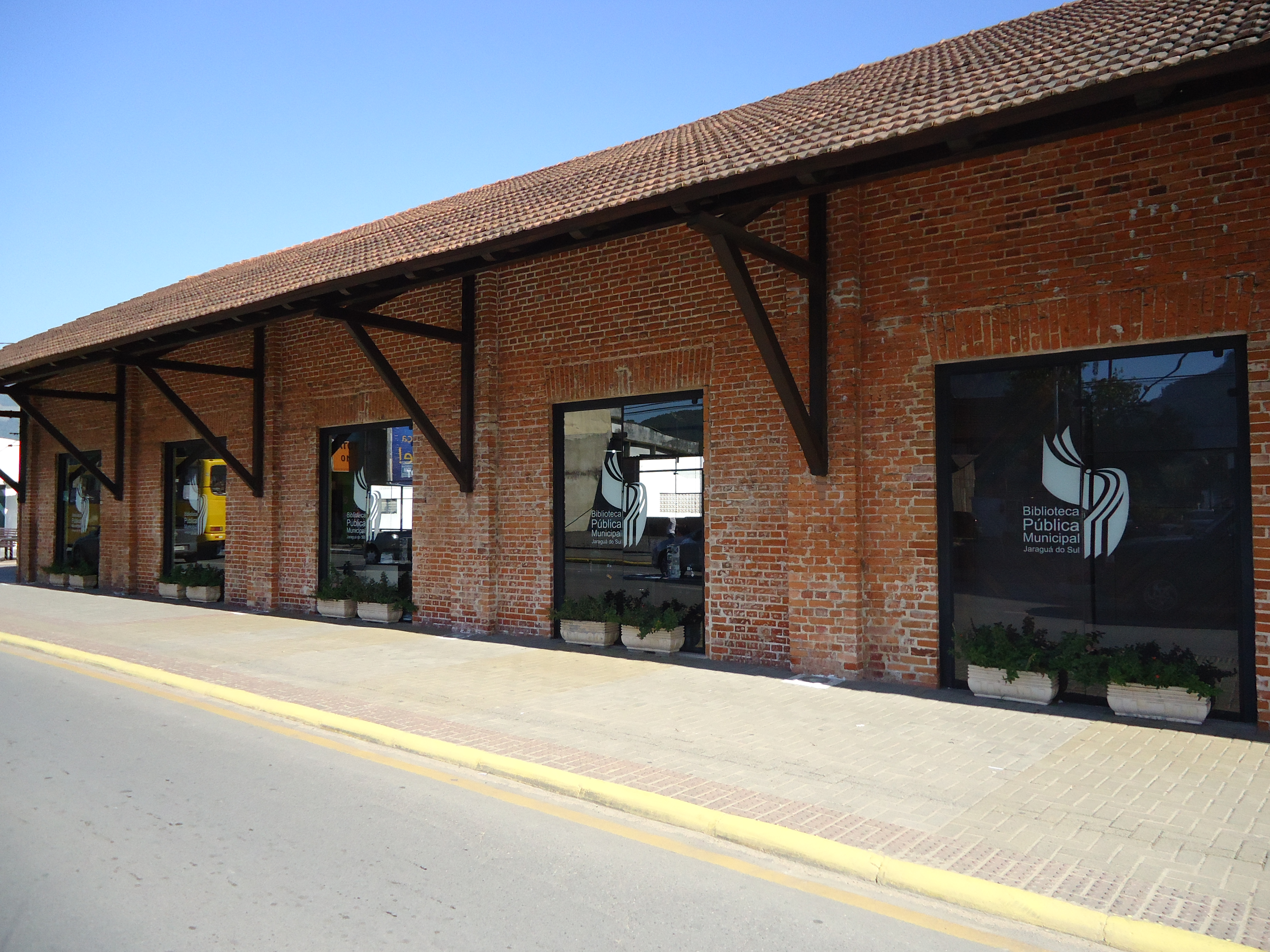
O prédio da antiga estação ferroviária da cidade, atualmente abrigando a Biblioteca Pública Municipal Rui Barbosa.

### Biblioteca Pública Municipal Rui Barbosa
Localizada em frente ao Shopping Center Partage Jaraguá do Sul, a Biblioteca Pública Municipal Rui Barbosa ocupa as antigas instalações da estação ferroviária. O local dispõe de um acervo de mais de 40 mil títulos e oferece acesso à internet, espaços de estudo e uma área infantil, além de promover projetos de contação de histórias. Seu site permite consultar o acervo, reservar títulos online e solicitar delivery de livros.

### Schützenfest
A Schützenfest ou Festa dos Atiradores, é uma festa que acontece no mês de novembro em Jaraguá do Sul. Ela faz parte das populares festas que acontecem nesse mês em todo o Estado de Santa Catarina e acontece devido a colonização germânica na cidade. Sendo considerada a maior festa de Atiradores do Brasil. Sempre reúne vários turistas do Brasil e do exterior. 

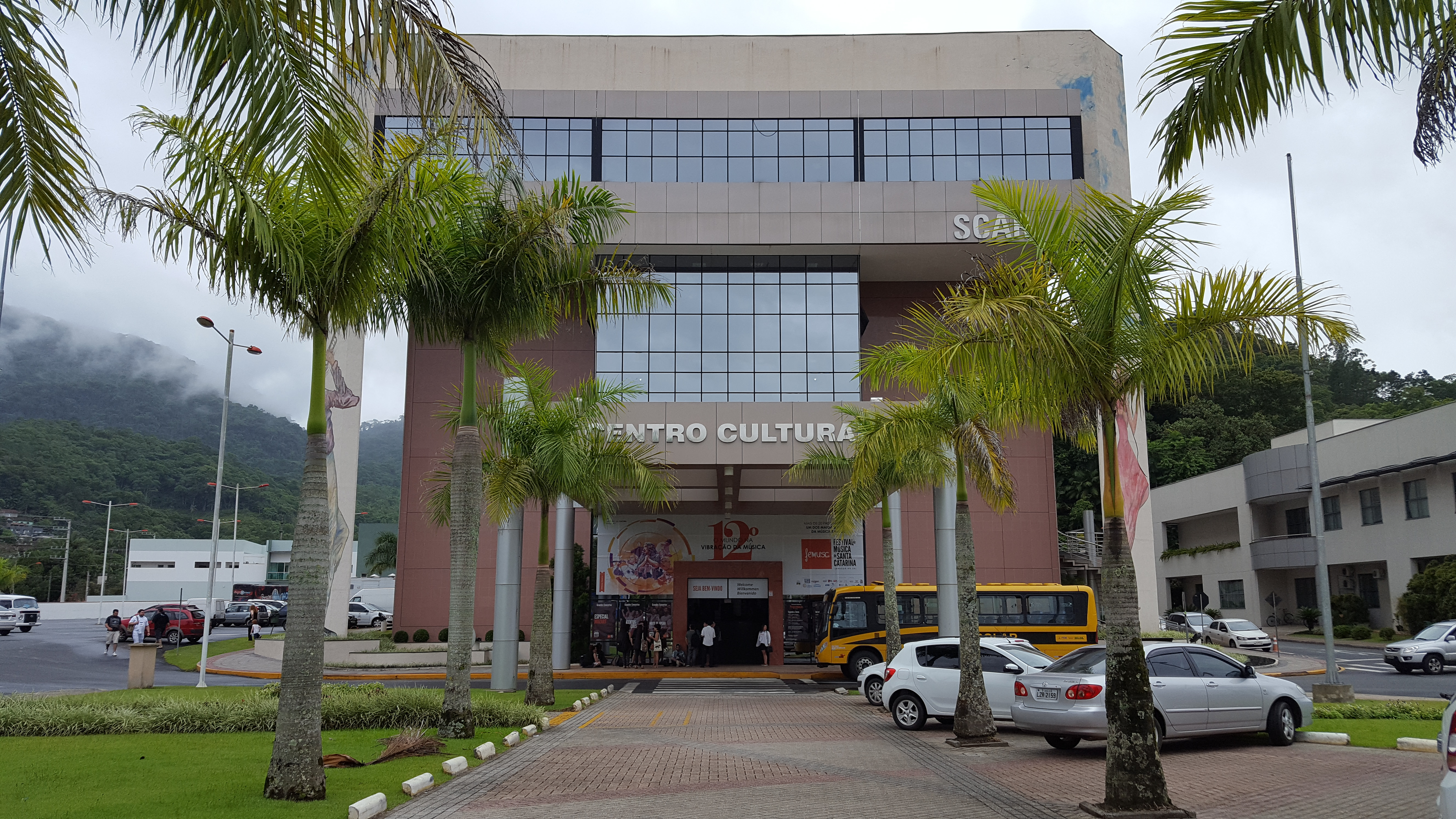
Sociedade Cultura Artística (Scar)

### Sociedade Cultura Artística (Scar)
Fundada em 1956, serve como um importante centro cultural no estado de Santa Catarina, tendo sido reconhecido como um dos melhores teatros do Brasil. Em 2003, foi inaugurado seu Centro Cultural próprio, tornando-se a sede oficial do Festival de Música de Santa Catarina (FEMUSC). A instituição também abriga a Orquestra Filarmônica de Jaraguá do Sul e atua na formação musical, oferecendo bolsas de estudo e revelando talentos regionais por meio do projeto Música Para Todos, que abrange teatro, dança e artes plásticas.
Nas dependências da Sociedade Cultura Artística (Scar), também acontece o Festival de Música de Santa Catarina (Femusc). O evento reúne estudantes de diversos países e oferece apresentações musicais ao longo de todos os dias do festival.

### Arena Jaraguá
A Arena Jaraguá foi inaugurada em 2007 e possui 20.640 m² de área construída.
Além de receber eventos esportivos, a Arena Jaraguá também é utilizada para diversos outros tipos de eventos, como shows, feiras, e jogos de Futsal.
No dia 18 de maio de 2013, recebeu o segundo evento brasileiro de 2013 do UFC.

### Jaraguá Futsal
A cidade é reconhecida nacionalmente pela tradição no futsal, especialmente durante a parceria com a Malwee Malhas. Nos anos 2000, a equipe de Futsal conquistou diversos títulos expressivos, como a Liga Nacional (2005, 2007, 2008, 2010) e competições internacionais. 
A Associação Desportiva Jaraguá, conhecida como Jaraguá Futsal, completou 32 anos em fevereiro de 2024, com mais de 50 títulos acumulados e papel central na história do futsal catarinense.

## Bairros

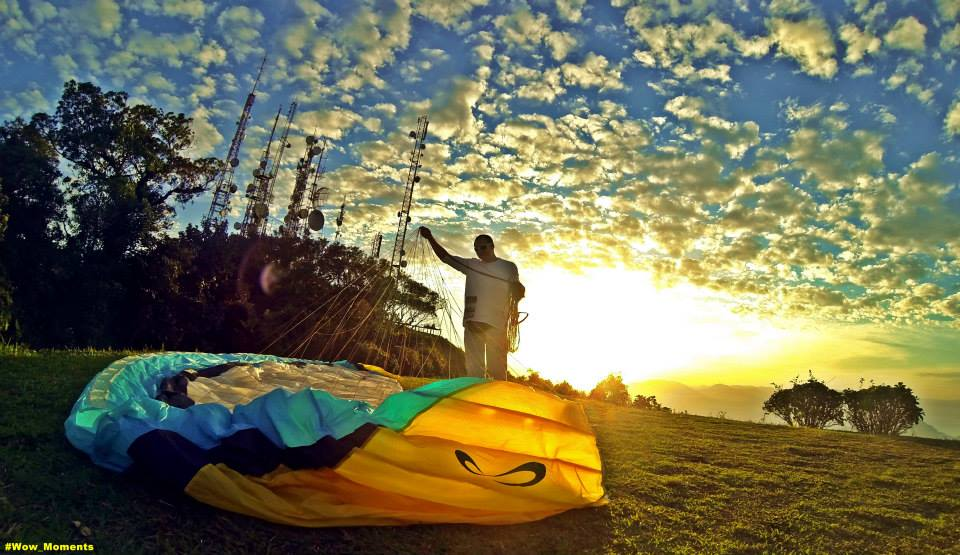
MORRO DAS ANTENAS

O bairro mais populoso de Jaraguá do Sul é o bairro Ilha da Figueira, que tinha em 2014, 10.094 habitantes, segundo o Instituto Jourdan de Planejamento. Esse bairro é o mais populoso há cerca de 10 anos. O perímetro urbano do município está dividido em 37 bairros e um núcleo urbano isolado, Santa Luzia.
| Bairros | Localidades | Tifas e vilas |
| --- | --- | --- |
| \| - Água Verde - Águas Claras - Amizade - Barra do Rio Cerro - Barra do Rio Molha - Boa Vista - Braço Ribeirão Cavalo - Centenário - Centro - Chico de Paulo - Czerniewicz - Estrada Nova - Ilha da Figueira - Jaraguá 84 - Jaraguá 99 - Jaraguá Esquerdo - João Pessoa - Nereu Ramos - Nova Brasília - Parque Malwee - Rau - Ribeirão Cavalo - Rio Cerro I - Rio Cerro II - Rio da Luz - Rio Molha - Santa Luzia(núcleo urbano isolado) - Santo Antônio - São Luís - Tifa Martins - Tifa Monos - Três Rios do Norte - Três Rios do Sul - Vieira - Vila Baependi - Vila Lalau - Vila Lenzi - Vila Nova \| | - Alto Garibaldi (São Pedro) - Cacilda - Garibaldi - Grota Funda - Jaraguazinho - Molha - Pedra Branca - Ribeirão Aurora - Ribeirão das Pedras - Ribeirão Grande do Norte - Ribeirão Grande da Luz - Ribeirão Manso - Ribeirão Stinghen - Rio da Luz II - Rio da Luz Vitória - Santa Cruz - Santo Estevão - Vila Chartres (São João) | - Canudos - Saibreira - Tifa Alice - Tifa Alma - Tifa Aurora - Tifa Bape - Tifa Blank - Tifa da Prata - Tifa dos Húngaros - Tifa Funil - Tifa Germano - Tifa Geisler - Tifa Guenther - Tifa Jararaca - Tifa Javali - Tifa Lessmann - Tifa Macuco - Tifa Mathias - Tifa Rio Alma - Tifa Ribeirão Cascata - Tifa Ribeirão Vitória - Tifa Terezinha - Tifa União - Vila Machado |
| - Água Verde - Águas Claras - Amizade - Barra do Rio Cerro - Barra do Rio Molha - Boa Vista - Braço Ribeirão Cavalo - Centenário - Centro - Chico de Paulo - Czerniewicz - Estrada Nova - Ilha da Figueira - Jaraguá 84 - Jaraguá 99 - Jaraguá Esquerdo - João Pessoa - Nereu Ramos - Nova Brasília - Parque Malwee - Rau - Ribeirão Cavalo - Rio Cerro I - Rio Cerro II - Rio da Luz - Rio Molha - Santa Luzia(núcleo urbano isolado) - Santo Antônio - São Luís - Tifa Martins - Tifa Monos - Três Rios do Norte - Três Rios do Sul - Vieira - Vila Baependi - Vila Lalau - Vila Lenzi - Vila Nova       | | |

## Capital Nacional dos Atiradores
A cidade foi oficialmente reconhecida como "Capital Nacional dos Atiradores" pela Lei nº 15.011, sancionada em 1º de novembro de 2024 e publicada no Diário Oficial da União em 4 de novembro de 2024. Esse título destaca a importância cultural e histórica da prática de tiro na região, em especial pela realização da Schützenfest — a maior festa de atiradores do Brasil, que ocorre anualmente em novembro.
A iniciativa para a criação dessa lei veio em 2018, quando o deputado Rogério Peninha Mendonça (MDB-SC) apresentou o Projeto de Lei Nº 9470, atendendo a um pedido da Associação de Clubes e Sociedades de Tiro do Vale do Itapocu (ACSTVI). Em outubro de 2024, o senador Esperidião Amin (PP-SC) solicitou a inclusão do projeto na pauta de votação do Senado, onde foi aprovado e encaminhado para sanção presidencial. O presidente Lula optou por não sancionar nem vetar a lei, que foi então promulgada pelo presidente do Congresso, senador Rodrigo Pacheco (PSD-MG).

## Lista de prefeitos
| Intendentes | Intendentes       | Intendentes |
| ----------- | ----------------- | ----------- |
| nº          | Nome              | Mandato     |
| 1           | Max Schubert      | 1895 a 1898 |
| 2           | Vitor Rosenberg   | 1898 a 1911 |
| 3           | Henrique Piazera  | 1911 a 1920 |
| 4           | Leopoldo Jansen   | 1920 a 1924 |
| 5           | Artur Müller      | 1924 a 1925 |
| 6           | João Doubrawa     | 1925 a 1926 |
| 7           | Artur Müller      | 1926 a 1929 |
| 8           | Roberto Marquardt | 1929 a 1933 |
| 9           | José Bauer        | 1933 a 1934 |

| Prefeitos | Prefeitos                          | Prefeitos   | Prefeitos     | Prefeitos | Prefeitos               | Prefeitos         | Prefeitos     |
| --------- | ---------------------------------- | ----------- | ------------- | --------- | ----------------------- | ----------------- | ------------- |
| nº        | Nome                               | Mandato     | Observações   | nº        | Nome                    | Mandato           | Observações   |
| 1         | Waldemar Grubba                    | 1935 a 1936 |               | 18        | Eugênio Strebe          | 1973 a 1977       |               |
| 2         | Leopoldo Augusto Gerent            | 1936 a 1938 |               | 19        | Victor Bauer            | 1977 a 1983       |               |
| 3         | Rui Stocheler de Souza             | 1938        |               | 20        | Sigolf Schünke          | 1982 a 1983       | Vice-prefeito |
| 4         | Ramacio Otaviano Seara             | 1945 a 1946 |               | 21        | Durval Vasel            | 1983 a 1989       |               |
| 5         | Leônidas Cabral Herbster           | 1946 a 1947 |               | 22        | Ademar Frederico Duwe   | 1989              | Vice-prefeito |
| 6         | Joaquim Piazera                    | 1947        |               | 23        | Ivo Konell              | 1989 a 1993       |               |
| 7         | Waldemar Grubba                    | 1947 a 1951 |               | 24        | Ademar Frederico Duwe   | 1991              | Vice-Prefeito |
| 8         | Luciano Demarchi                   | 1950 a 1951 |               | 25        | Durval Vasel            | 1993 a 1996       |               |
| 9         | Artur Müller                       | 1951 a 1956 |               | 26        | Geraldo Werninghaus     | 1997 a 1998       |               |
| 10        | Waldemar Grubba                    | 1956 a 1961 |               | 27        | Irineu Pasold           | 1999 a 2000       |               |
| 11        | Roland Dornbusch                   | 1961 a 1966 |               | 28        | Irineu Pasold           | 2001 a 2004       |               |
| 12        | Loreno Antonio Marcatto - Vereador | 1963        |               | 29        | Moacir Antônio Bertoldi | 2001              | Vice-prefeito |
| 13        | Victor Bauer                       | 1966 a 1970 |               | 30        | Moacir Antônio Bertoldi | 2005 a 2009       |               |
| 14        | Otacílio Pedro Ramos - Vereador    | 1969        |               | 31        | Rosemeire Puccini Vasel | 2005 a 2006       | Vice-prefeita |
| 15        | Eugênio Victor Schmöckel           | 1970 a 1971 | Vice-prefeito | 32        | Cecília Konell          | 2009 a 2012       |               |
| 16        | Eugênio Victor Schmöckel           | 1971 a 1972 | Vice-prefeito | 33        | Dieter Janssen          | 2013 a 2016       |               |
| 17        | Hans Gehard Mayer                  | 1970 a 1973 |               | 34        | Antídio Aleixo Lunelli  | 2017 a 2022       |               |
|           |                                    |             |               | 35        | José Jair Franzner      | 2022 a atualidade | Prefeito      |